# 张美人 (吴末帝)
张氏（？—？），东吴末帝孙皓的妃子，封美人。
其父张布于264年拥立孙皓为帝，然而同年就因后悔立孙皓而被诛杀，张布死后，他的小女儿入宫，被封为美人。
张美人长得很美丽。受到孙皓的宠爱。孙皓有一天问他：“你的父亲到哪里去了。”张美人气愤回答说：“被强盗杀了。”孙皓十分愤怒，用棒子打死了她。后来孙皓怀念她，命工匠用木头做了张美人的形象，总是放在座位旁边。后又夺张布大女儿(亦有說法為王氏)入宫，又封左夫人。

## 註譯
1. ↑  《三國志·吳書·孫奮傳》曰：建衡二年，孙晧左夫人王氏卒。
2. ↑  《江表传》：皓以张布女为美人，有宠，皓问曰：“汝父所在？”答曰：“贼以杀之。”皓大怒，棒杀之。后思其颜色，使巧工刻木作美人形象，恒置座侧。问左右：“布复有女否？”答曰：“布大女适故卫尉冯朝子纯。”即夺纯妻入宫，大有宠，拜为左夫人。